# Association européenne des clubs
Pour les articles homonymes, voir ECA.
L'Association européenne des clubs (abréviation ECA pour European Club Association) est une association représentant les intérêts des clubs de football en Europe. L'ECA existe afin de protéger et promouvoir le football des clubs européens. Son but est de développer un nouveau modèle de gouvernance plus démocratique qui reflète réellement le rôle primordial des clubs européens au sein du football.

## Histoire

Ancien logo de l'ESA

Formée à la suite de la dissolution du G14 et de l'UEFA Forum des Clubs, tous deux dissous en février 2008, l’association européenne des clubs est actuellement composée de 214 membres dont au moins un club provenant de chacune des 53 fédérations nationales de l'UEFA.
Lors de la fondation de l'ECA en janvier 2008, un Comité Exécutif transitoire a été instauré et était composé de Karl-Heinz Rummenigge (FC Bayern München), Joan Laporta (FC Barcelona), Umberto Gandini (AC Milan), Peter Kenyon (Chelsea FC), Maarten Fontein (AFC Ajax) et Jean-Michel Aulas (Olympique lyonnais).
Le premier Comité Exécutif officiel fut élu lors de l’Assemblée Générale fondatrice de l'Association européenne des clubs qui s'est tenue les 7 et 8 juillet 2008 à Nyon au siège de l'UEFA. Il était alors composé de :
Karl-Heinz Rummenigge (président ECA ; Bayern Munich), Joan Laporta (premier vice-président ECA ; FC Barcelone), Umberto Gandini (deuxième vice-président ECA ; AC Milan), John McClelland (troisième vice-président ECA ; Rangers FC), Jean-Michel Aulas (Olympique lyonnais), Ernesto Paolillo (Inter Milan), Maarten Fontein (AZ Alkmaar), Peter Kenyon (Chelsea FC), Ramón Calderón (Real Madrid), Itamar Chizik (Maccabi Haïfa), Fernando Gomes (FC Porto), Rick Parry (Liverpool FC), Nils Skutle (Rosenborg BK), Michel Verschueren (RSC Anderlecht) , Damir Vrbanovic (Dinamo Zagreb) et Nasser al-Khelaïfi (Paris Saint-Germain).

## Structure
Dès le début du cycle ECA 2013-2015, l’ECA sera composée de 105 membres ordinaires et 102 membres associés. Le nombre de membres ordinaires ECA représentés par association nationale est défini tous les deux ans selon le rang de l’association nationale dans le classement UEFA des fédérations. Et ceci de la manière suivante :
| Rang dans le classement UEFA | Nombres de Membres Ordinaires |
| 1 - 3                        | 5                             |
| 4 - 6                        | 4                             |
| 7 - 15                       | 3                             |
| 16 - 28                      | 2                             |
| 29 - 53                      | 1                             |

Le Comité Exécutif actuel de l'ECA est composé de : Karl-Heinz Rummenigge (président ; FC Bayern München), Umberto Gandini (premier vice-président ; AC Milan), Sandro Rosell (second vice-président ; FC Barcelona), Evgeny Giner (troisième vice-président ; PFC CSKA Moskva) ; Jean-Michel Aulas (Olympique lyonnais), Andrea Agnelli (Juventus), Pedro Lopez Jiménez (Real Madrid CF), Michael Verschueren (RSC Anderlecht), Ivan Gazidis (Arsenal FC), Edwin van der Sar (AFC Ajax), Theodoros Giannikos (Olympiakos), Diogo Brandão (FC Porto), Jakub Otava (AC Sparta Praha), Zoran Mamić (Dinamo Zagreb) et Ausrys Labinas (FK Ekranas). Le nouveau Comité Exécutif a été élu lors de la l'Assemblée Générale de l’ECA les 9 et 10 septembre 2013 à Genève.
Le Comité Exécutif est soutenu dans ses tâches par différents groupes de travail, panels d’experts et comités spéciaux :
Groupes de travail
Les divers groupes de travail de l’ECA fournissent des conseils et du soutien actif au Comité Exécutif et aux membres ECA représentant celle-ci au sein des comités ou groupes de travail de l’UEFA, la FIFA ou au niveau de l’Union Européenne. Les groupes de travail amènent les clubs membres à s’investir dans l’association. Les discussions et les décisions résultant des groupes de travail permettent à l’association de se positionner par rapport à des dossiers spécifiques. Les 5 groupes de travail de l’ECA sont composés d’environ 20 membres qui sont nommés par le Comité Exécutif. Il s’agit des suivants: Competitions Working Group, Finance Working Group, Institutional Relations Working Group, Marketing & Communication Working Group, et Youth Working Group.
Panels d'experts et comités spéciaux :
Comme les groupes de travail, les panels d’experts et comités spéciaux agissent comme soutien au Comité Exécutif et sont constitués d’experts spécifiques provenant de divers clubs membres. Les membres des comités et panels d’experts sont également nommés par les membres du Comité Exécutif. Ils ont une fonction consultative et sont les suivants : Legal Advisory Panel, Statutory Affairs Panel, Financial Fair Play Panel, Social Dialogue Committee et Women’s Football Committee.

## Réussites
À la suite du protocole d’entente signé en janvier 2008 avec l’UEFA et intitulé MoU (pour Memorandum of Understanding), l’ECA est désormais reconnue comme le seul organisme représentant les intérêts des clubs au niveau européen. À la suite de cette entente, l’UEFA accepta de redistribuer aux clubs ayant participé au succès de l’EURO 2008, en libérant leurs joueurs pour les matches internationaux, un total de € 43.5 millions, soit l’équivalent d’environ 4 000 € par jour et par joueur impliqué dans la compétition.
En mai 2012, le MoU a été renouvelé et est désormais valide jusqu’en mai 2018. Les bénéfices financiers touchés par les clubs ont été revus à la hausse (soit € 100 millions pour l’EURO 2012 et € 150 millions pour l’EURO 2016). Ils reflètent un meilleur équilibre entre le football des clubs et celui des équipes nationales.
De plus, le MoU prévoit une plus grande influence des clubs sur le processus décisionnel de l’UEFA. Dorénavant, aucune décision concernant le football des clubs ne peut être prise sans le consentement préalable de ceux-ci.
Du protocole d’entente 2012 entre l’UEFA et l’ECA est née une assurance pour les salaires des joueurs blessés lors de l’EURO 2012.
La FIFA a également approuvé la décision de prendre en charge l’assurance de tout joueur blessé durant un match d’équipe nationale A, lors de son congrès à Budapest en mai 2012. Avec cette assurance, les clubs employeurs de joueurs s’étant blessés lors d’un match d’équipe nationale A sont couverts pour une période d’un an et pour un montant maximal de 7 500 000 €.
Finalement, le MoU 2012 intègre un calendrier des matches internationaux qui oblige les clubs à libérer les joueurs sélectionnés pour les matches indiqués. Ce nouveau calendrier de matches intègre un système de 9 dates rapprochées sur deux ans. Il bénéficie autant aux équipes nationales qu’aux clubs.

## Publications
Community & Social Responsibility Report
En septembre 2011, l’Association européenne des clubs a diffusé une publication soulignant les différents projets RSE (responsabilité sociétale des entreprises) des clubs membres. Au total, 54 clubs ont soumis leurs projets pour faire partie de la publication. Ce rapport souligne le fait que le football, et le sport en général, joue un rôle important dans l’éducation et la société.
ECA Legal Bulletin
Depuis 2011, l’ECA publie un bulletin juridique annuel soulignant les principaux problèmes auxquels sont confrontés les représentants des clubs. L’objectif du bulletin juridique est de fournir un soutien et des conseils aux clubs sur la façon de traiter des problèmes particuliers concernant l’indemnité de formation, la propriété des joueurs par des tiers, etc.
ECA Report on Youth Academies in Europe
En septembre 2012, l’Association européenne des clubs a publié un rapport sur les centres de formation des jeunes footballeurs en Europe. Ce rapport agit comme un indice de référence et permet de souligner les différentes approches et philosophies pratiquées dans diverses académies de jeunes en Europe.
ECA Study on the Transfer System in Europe
En mars 2014, l'ECA a publié une étude sur le système du marché des transferts, qui offre une vue détaillée de tous les transferts impliquant les clubs Européens sur une période de deux ans. Le Comité Exécutif de l'ECA a commissionné PricewaterhouseCoopers (PwC) et l'Université LIUC pour cette étude.
Guide de Gestion des Clubs ECA
Le Guide de Gestion des Clubs de l’ECA est construit comme une mosaïque de parties descriptives qui sont intercalées avec des exemples, des leçons clés apprises et de petites études de cas issus d’un grand nombre d’entretiens et de visites de clubs. Cette approche permet au guide de présenter autant d’exemples réels d’activités de clubs que possible, à la fois afin d’agir comme une plateforme pour échanger les expériences des clubs pour l’étalonnage individuel, et afin de permettre aux clubs d’apprendre les uns des autres. Cette approche mixte constitue la méthode principale de présentation des données dans ce guide.

## Clubs fondateurs de l'ECA
Les seize clubs fondateurs de l'ECA sont les suivants :
- Bayern Munich
- Chelsea FC
- Manchester United
- RSC Anderlecht
- Dinamo Zagreb
- FC Copenhague
- Rangers FC
- FC Barcelone
- Real Madrid
- Olympique lyonnais
- Olympiakós Le Pirée
- Juventus FC
- AC Milan
- Birkirkara FC
- Ajax Amsterdam
- FC Porto

## Clubs ayant été adhérents
Les membres de l'Association Européenne des Clubs (2012/2013)
 Albanie
- KF Tirana
- Elbasani
- FK Vllaznia

 Allemagne
- Bayer Leverkusen
- Bayern Munich
- Borussia Dortmund
- Borussia Mönchengladbach
- Eintracht Francfort
- Hambourg SV
- Hanovre 96
- Schalke 04
- VfB Stuttgart
- Werder Brême
- VfL Wolfsbourg

 Andorre
- Sant Julià
- Santa Coloma

 Angleterre
- Arsenal
- Aston Villa
- Chelsea
- Everton
- Liverpool
- Manchester City
- Manchester United
- Newcastle United
- Tottenham Hotspur

 Arménie
- Banants
- Mika
- Pyunik

 Autriche
- Austria Vienne
- Rapid Vienne
- Red Bull Salzbourg
- Sturm Graz

 Azerbaïdjan
- Bakou
- Neftchi Bakou
- Olimpik Bakou

 Biélorussie
- BATE Borissov
- Dinamo Minsk
- Shakhtyor Soligorsk

 Belgique
- RSC Anderlecht
- Club Bruges
- KAA La Gantoise
- Racing Genk
- Standard de Liège

 Bosnie-Herzégovine
- Sarajevo
- Široki Brijeg
- Željezničar

 Bulgarie
- CSKA Sofia
- Levski Sofia
- Litex Lovech

 Croatie
- Dinamo Zagreb
- Hajduk Split

 Chypre
- Anorthosis
- APOEL
- Omonoia

 Danemark
- Aalborg
- Brondby
- Copenhague
- FC Nordsjaelland
- Odense

 Écosse
- Aberdeen
- Celtic Glasgow
- Hearts of Midlothian
- Glasgow Rangers[4]

 Espagne
- Atlético Madrid
- Barcelone
- Athletic Bilbao
- Málaga CF
- Real Madrid
- Sevilla FC
- Real Sociedad
- Valence
- Villarreal

 Estonie
- Flora Tallinn
- Levadia Tallinn

 Îles Féroé
- EB/Streymur
- HB Tórshavn
- B36 Tórshavn
- Runavík

 Finlande
- Honka
- HJK Helsinki
- MYPA

 France
- AJ Auxerre
- FC Girondins de Bordeaux
- LOSC Lille
- Montpellier HSC
- Olympique lyonnais
- Olympique de Marseille
- Paris Saint-Germain
- Stade rennais
- AS Saint-Étienne
- AS Monaco ( Monaco)

 Géorgie
- Dinamo Tbilisi
- WIT Georgia
- Zestafoni

 Grèce
- Atromitos FC
- Olympiakos
- Panathinaïkos
- PAOK
- Asteras Tripolis

 Hongrie
- Ferencváros
- Debrecen
- Győri ETO

 Irlande
- St. Patrick's Athletic

 Irlande du Nord
- Glentoran
- Linfield
- Cliftonville

 Islande
- FH
- Keflavík

 Israël
- Hapoel Tel Aviv
- Maccabi Haifa
- Maccabi Netanya
- Bnei Yehuda

 Italie
- Fiorentina
- Inter Milan
- Juventus
- AC Milan
- SSC Naples
- AS Rome
- Sampdoria Gênes

 Kazakhstan
- Aktobe

 Lettonie
- Liepājas Metalurgs
- Skonto
- Ventspils

 Liechtenstein
- Vaduz

 Lituanie
- FK Ekranas Panevėžys
- Sūduva

 Luxembourg
- Dudelange
- Grevenmacher

 Macédoine
- Rabotnički
- Vardar

 Malte
- Birkirkara
- Hibernians
- Valletta

 Moldavie
- Dacia Chişinău
- Sheriff Tiraspol
- Zimbru Chişinău

 Monténégro
- Budućnost Podgorica
- Zeta

 Norvège
- Brann
- Lillestrøm
- Rosenborg
- Vålerenga
- Viking

 Pays-Bas
- Ajax Amsterdam
- AZ Alkmaar
- Feyenoord Rotterdam
- Heerenveen
- PSV Eindhoven
- Twente
- Utrecht
- Vitesse Arnhem

 Pays de Galles
- Bangor City
- Llanelli
- The New Saints

 Pologne
- Lech Poznań
- Legia Warszawa
- Polonia Warszawa
- Wisła Kraków

 Portugal
- Benfica Lisbonne
- SC Braga
- FC Porto
- Sporting Portugal
- Marítimo

 République tchèque
- Slavia Prague
- Slovan Liberec
- Sparta Prague
- Teplice
- Viktoria Plzen

 Roumanie
- CFR Cluj
- Dinamo Bucarest
- Rapid Bucarest
- Steaua Bucarest
- Oțelul Galați

 Russie
- CSKA Moscou
- Lokomotiv Moscou
- Rubin Kazan
- Spartak Moscou
- Zénith Saint-Pétersbourg

 Saint-Marin
- SP Tre Fiori
- Murata

 Serbie
- Partizan Belgrade
- Étoile rouge de Belgrade
- Vojvodina

 Slovaquie
- MFK Ružomberok
- Slovan Bratislava
- Žilina

 Slovénie
- Domžale
- Maribor

 Suède
- Djurgården IF
- IF Elfsborg
- Helsingborgs IF
- IFK Göteborg

 Suisse
- FC Bâle
- Grasshopper Zürich
- FC Sion
- FC Thoune
- Young Boys Berne
- FC Zürich

 Turquie
- Beşiktaş
- Bursaspor
- Fenerbahçe
- Galatasaray
- Trabzonspor

 Ukraine
- Dnipro Dnipropetrovsk
- Dynamo Kiev
- Metalist Kharkiv
- Chakhtar Donetsk

## Clubs actuellement membres (16 août 2021)
| Pays               | Clubs |
| ------------------ | --- |
| Espagne            | Atlético Madrid - Séville FC - Villarreal - Athletic Bilbao - Málaga CF - Real Sociedad - Valencia CF |
| Allemagne          | Bayern Munich - Borussia Dortmund - Bayer Leverkusen - Schalke 04 - VfL Wolfsburg - 1899 Hoffenheim - Borussia Mönchengladbach - Eintracht Francfort - Hambourg SV - Hanovre 96 - RB Leipzig - Werder Brême - VfB Stuttgart |
| Angleterre         | Manchester City - Arsenal - Chelsea - Manchester United - Tottenham Hotspur - Everton FC - Leicester City - Liverpool FC - Newcastle United                                                                                 |
| Italie             | SSC Naples - ACF Fiorentina - AS Rome - AC Milan - Inter Milan - SS Lazio - UC Sampdoria - Udinese Calcio |
| Portugal           | Benfica Lisbonne - FC Porto - Sporting Portugal - SC Braga - Maritimo de Madeira Funchal |
| France             | Olympique de Marseille - Paris Saint-Germain - AS Monaco - Olympique lyonnais - AS Saint-Étienne - Girondins de Bordeaux - LOSC Lille - Montpellier HSC - Stade Rennais FC                                                  |
| Russie             | Zenit Saint-Pétersbourg - CSKA Moscou - Lokomotiv Moskva - FK Rostov - Rubin Kazan - Spartak Moskva - FK Krasnodar |
| Ukraine            | Chakhtar Donetsk - Dynamo Kiev - Tchornomorets Odessa |
| Belgique           | RSC Anderlecht - Club Bruges - KRC Genk - KAA Gent - Standard de Liège |
| Pays-Bas           | Ajax Amsterdam - PSV Eindhoven - AZ Alkmaar - Vitesse Arnhem - FC Twente - FC Utrecht - Feyenoord Rotterdam - sc Heerenveen                                                                                                 |
| Turquie            | Beşiktaş - Galatasaray - Fenerbahçe - Bursaspor - Trabzonspor - Istanbul Başakşehir |
| Suisse             | FC Bâle - BSC Young Boys - FC Zürich - FC Sion - FC Thun - Grasshopper-Club Zürich |
| Tchéquie           | Sparta Prague - Viktoria Plzeň - Slovan Liberec - FK Teplice - Slavia Prague |
| Grèce              | Olympiakos - PAOK Salonique - Asteras Tripolis - AEK Athènes - Atromitos FC - Panathinaikos |
| Roumanie           | Steaua Bucarest - Astra Giurgiu - CFR 1907 Cluj |
| Albanie            | FK Kukësi - KF Vllaznia Sh.a. |
| Andorre            | Sant Julià - FC Santa Coloma |
| Arménie            | Pyunik - Banants - Alashkert FC |
| Autriche           | Red Bull Salzbourg - Rapid Vienne - Austria Vienne - Sturm Graz |
| Azerbaïdjan        | Qarabağ - Neftchi Bakou - Gabala FK |
| Biélorussie        | BATE Borisov - Dinamo Minsk - FC Shakhtyor Soligorsk |
| Bosnie-Herzégovine | Sarajevo - Široki Brijeg - Željezničar |
| Bulgarie           | Botev Plovdiv - Levski Sofia - Ludogorets Razgrad |
| Croatie            | Dinamo Zagreb - Rijeka - HNK Hajduk Split |
| Chypre             | APOEL Nicosie - Apollon Limassol - AC Omonia Nicosia - AEK Larnaca FC - Anorthosis Famagusta FC |
| Danemark           | FC Copenhague - FC Nordsjælland - Odense - Brøndby - FC Midtjylland - Aalborg BK |
| Estonie            | Levadia Tallinn - Flora Tallinn - Nõmme Kalju FC |
| Îles Féroé         | HB Tórshavn - EB/Streymur - B36 Tórshavn - NSÍ Runavík - Víkingur |
| Finlande           | HJK Helsinki - FC Inter Turku - Seinäjoen JK |
| Géorgie            | Dinamo Tbilissi - FC Chikhura Sachkhere |
| Gibraltar          | Lincoln Red Imps |
| Hongrie            | Debrecen - Budapest Honvéd - Ferencváros - MOL Vidi FC |
| Islande            | KR Reykjavík - FH Hafnarfjörður |
| Israël             | Hapoël Tel-Aviv - Maccabi Haïfa- Bnei-Yehuda - Maccabi Tel-Aviv |
| Kazakhstan         | Aktobe - FK Shakter Karaganda - FC Irtysh Pavlodar - FK Astana - FK Kairat |
| Lettonie           | Ventspils - FK Spartaks Jūrmala |
| Lituanie           | Žalgiris - Sūduva - Trakai |
| Liechtenstein      | Vaduz |
| Luxembourg         | F91 Dudelange - CS Fola Esch - FC Differdange 03 |
| Macédoine du Nord  | Rabotnički - Vardar - Shkëndija |
| Malte              | Valletta - Birkirkara |
| Moldavie           | Sheriff Tiraspol - Zimbru Chişinău - Dacia Chişinău |
| Monténégro         | Budućnost Podgorica - Zeta - OFK Titograd |
| Irlande du Nord    | Linfield - Cliftonville - Crusaders FC - Glentoran FC |
| Norvège            | Rosenborg - Molde FK - Strømsgodset Toppfotball - Lillestrøm - Vålerenga - Viking |
| Pologne            | Legia Varsovie - Lech Poznań - WKS Slask Wroclaw - Wisla Kraków SA |
| Irlande            | St Patrick's Athletic - Shamrock Rovers - Dundalk FC |
| Saint-Marin        | Tre Fiori - Murata - Tre Penne - La Fiorita 1967 |
| Écosse             | Celtic - Aberdeen - Heart of Midlothian - Motherwell FC - Rangers FC |
| Serbie             | Partizan Belgrade - Etoile rouge de Belgrade - Vojvodina |
| Slovaquie          | Žilina - Slovan Bratislava - Ružomberok - Trenčín |
| Slovénie           | Maribor - Domžale - Olimpija Ljubljana |
| Suède              | Elfsborg - Djurgården - Göteborg - AIK - Malmö |
| Pays de Galles     | The New Saints - Bangor City |